# Lac de la Squaw
Lac de la Squaw är en sjö i Kanada.   Den ligger i regionen Outaouais och provinsen Québec, i den sydöstra delen av landet, 100 km nordväst om huvudstaden Ottawa. Lac de la Squaw ligger 274 meter över havet. Arean är 3,9 kvadratkilometer. Den sträcker sig 2,8 kilometer i nord-sydlig riktning, och 5,3 kilometer i öst-västlig riktning.
I omgivningarna runt Lac de la Squaw växer i huvudsak blandskog. Trakten runt Lac de la Squaw är nära nog obefolkad, med mindre än två invånare per kvadratkilometer.